# 列肆增三
蛇夫座14，又名BD+01 3290，HD 150557、SAO 121790、HR 6205，是蛇夫座的一颗恒星，视星等为5.74，位于銀經17.93，銀緯29.12，其B1900.0坐标为赤經16h 36m 38.5s，赤緯+1° 29.12′ 20″。